# 300 세이브 클럽

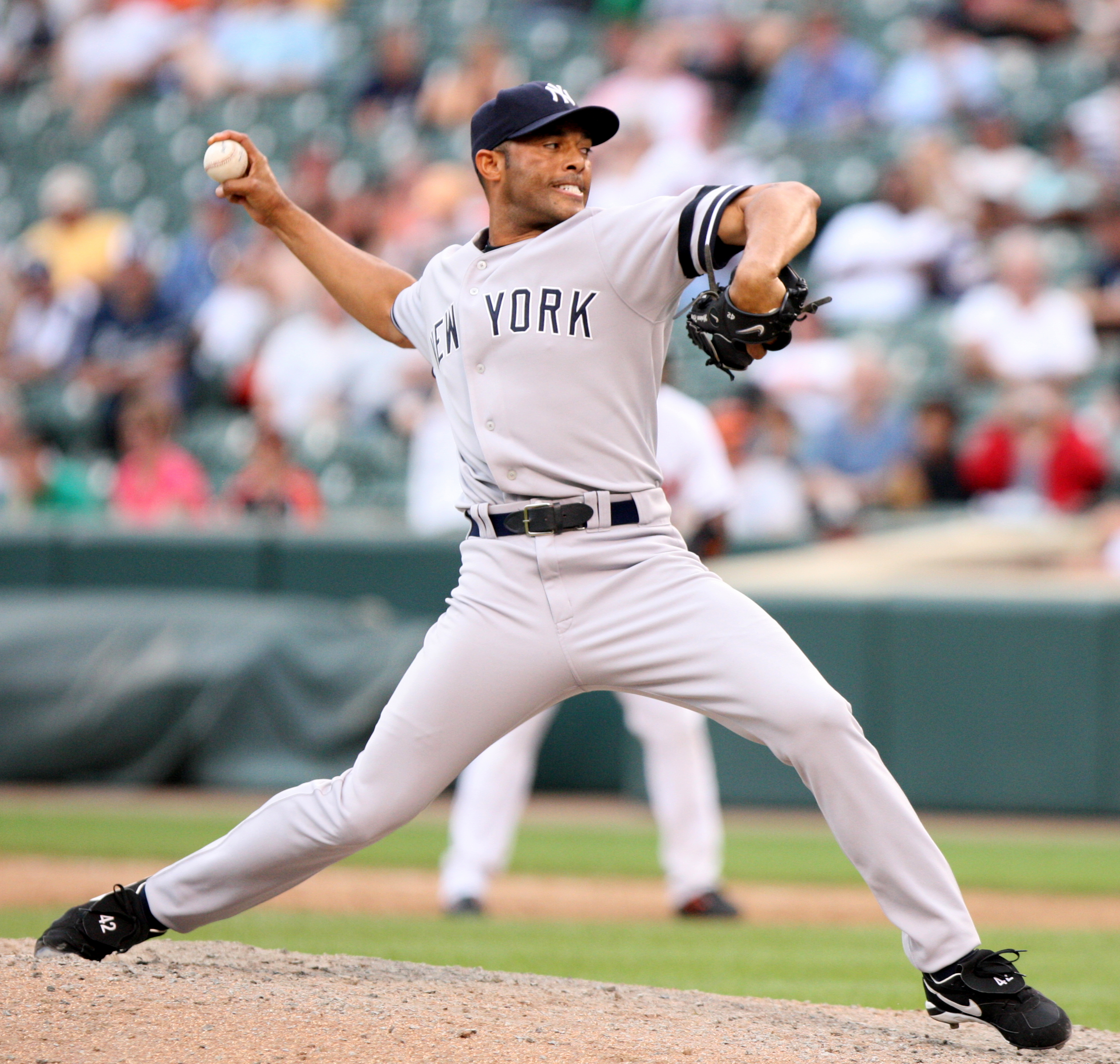
마리아노 리베라는 통산 652 세이브로 메이저 리그 베이스볼에서 역대 세이브 순위 1위이다.

메이저 리그 베이스볼에서 300 세이브 클럽(300 save club)에는 통산 300개 또는 그 이상의 세이브를 거둔 투수들이 가입되어 있다. 대부분의 구원 투수("릴리버" 혹은 "마무리 투수")들은 소속팀이 3점차 이내로 리드하고 있는 경기의 9회에 투입되어 1이닝을 던지며 팀의 승리를 지켜냈을 경우 세이브를 기록하게 된다. 세이브는 1959년 야구 기자 제롬 홀츠먼에 의해서 "구원 투수들의 능력을 평가"하기 위한 수단으로 처음 주창되었으며, 1969년부터 메이저 리그에서 공식 기록중 하나로 채택되었다. 세이브 기록은 과거의 투수들에 대해서는 소급 적용되었다. 예를 들어 1972년에 은퇴한 호이트 윌헬름은 1969년 이후 31 세이브만을 거두었지만, 통산 227세이브를 기록한 것으로 되어 있다.
2016년 현재 마리아노 리베라가 652 세이브로 메이저 리그 역대 세이브 순위 1위에 이름을 올리고 있다. 마리아노 리베라와 500 세이브, 600 세이브를 최초로 달성한 트레버 호프먼만이 500 세이브 이상을 기록하고 있다. 이어서 앞의 두 선수와 리 스미스, 존 프랑코, 빌리 와그너, 그리고 프란시스코 로드리게스가 400 세이브 이상을 기록하고 있다. 1982년 4월 21일, 롤리 핑거스가 이 클럽에 처음으로 입성했다. 가장 최근에 이 클럽에 가입한 투수는 휴스턴 스트리트로, 2015년 7월 22일에 300 세이브를 기록했다. 300 세이브 클럽에는 지금까지 모두 27명의 선수들이 가입되어 있다. 구원 투수들 중 오직 다섯 명(데니스 에커슬리, 롤리 핑거스, 구스 고시지, 브루스 수터, 그리고 호이트 윌헬름)만이 명예의 전당에 입성했는데, 이들 중 호이트 윌헬름만이 300 세이브 클럽의 회원이 아니다. 휴스턴 스트리트, 프란시스코 로드리게스, 조 네이선, 그리고 조너선 파펠본은 300 세이브 클럽에 가입된 현역 선수이다. 이들 중 프란시스코 로드리게스가 430 세이브로 현역 세이브 1위를 달리고 있다.

## 설명
| 선수      | 선수의 이름                     |
| 세이브    | 통산 세이브 수                  |
| 날짜      | 300 세이브를 달성한 날짜        |
| 팀        | 300 세이브를 달성했을 때 소속팀 |
| 시즌      | 메이저 리그에서 뛰었던 기간     |
| 칼표      | 미국 야구 명예의 전당 헌액자    |
| 이중 칼표 | 현역 선수                       |

## 회원

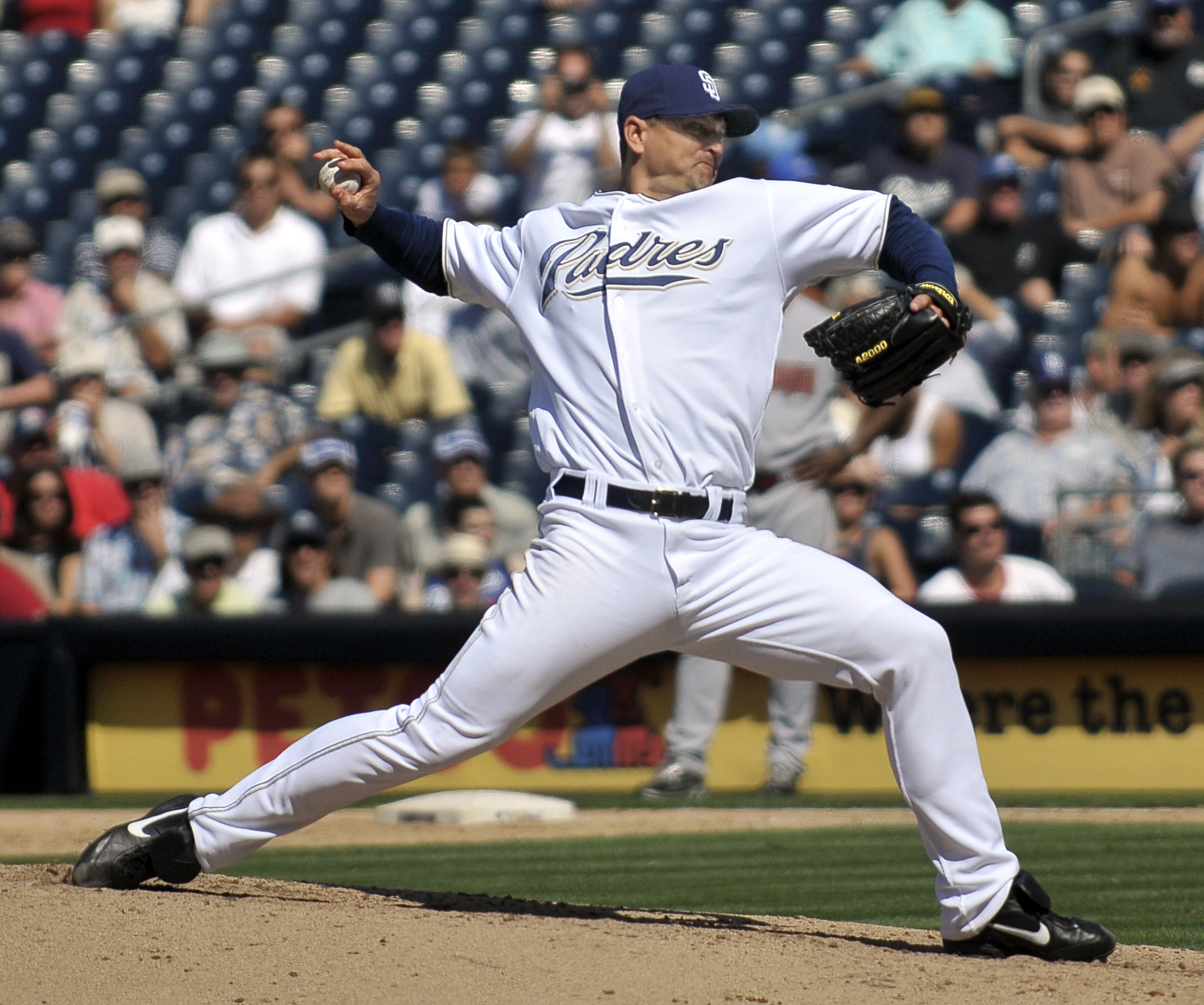
트레버 호프먼은 500 세이브와 600 세이브에 최초로 도달한 선수이다.

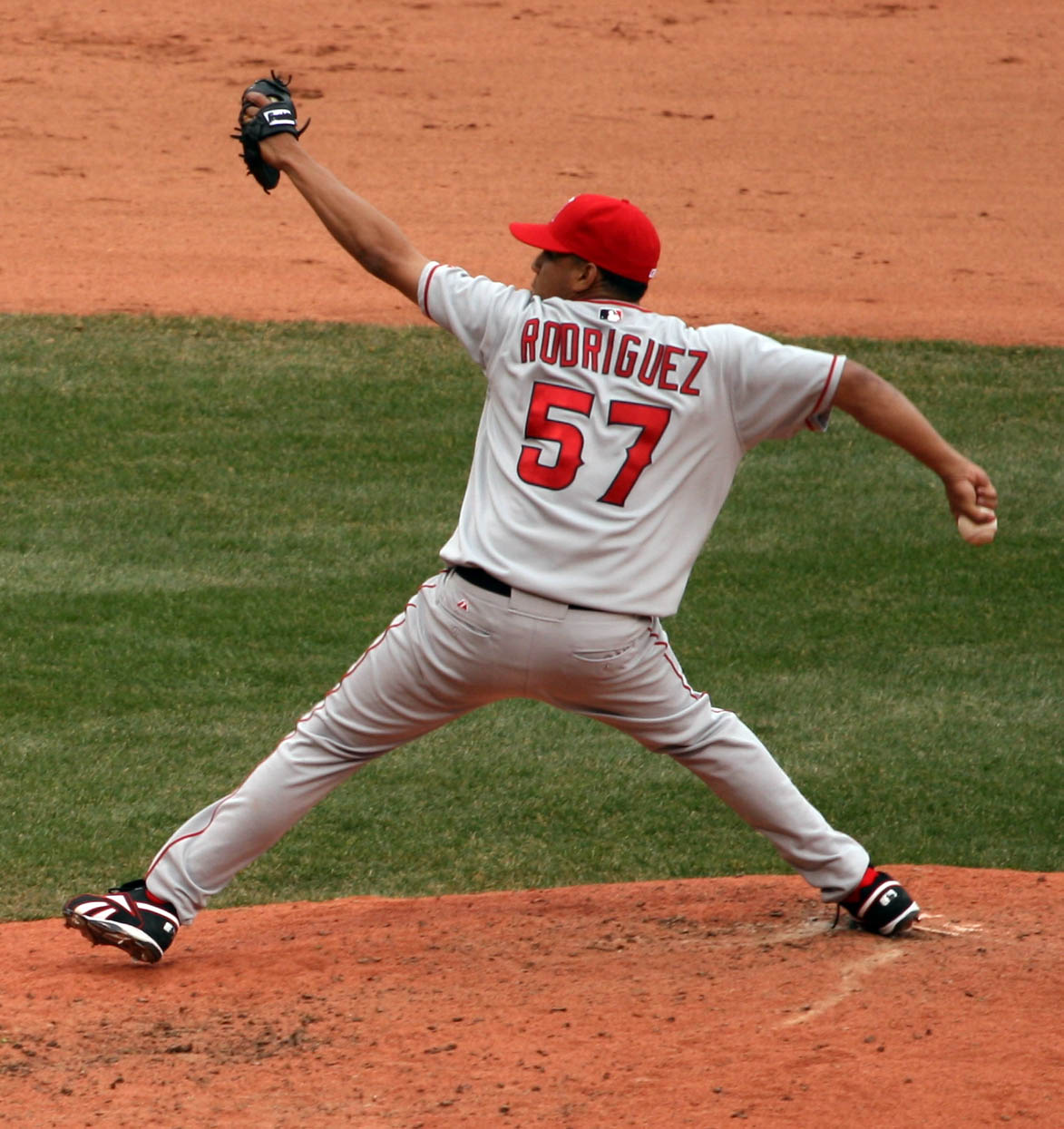
프란시스코 로드리게스는 현역 최다 세이브를 기록하고 있는 선수이다.

※ 2016년 9월 22일 기준.
| 선수                  | 세이브 | 날짜            | 팀                                  | 시즌                            | 각주          |
| --------------------- | ------ | --------------- | ----------------------------------- | ------------------------------- | ------------- |
| 마리아노 리베라       | 652    | 2004년 5월 28일 | 뉴욕 양키스                         | 1995–2013                       | [ 12 ] [ 13 ] |
| 트레버 호프먼         | 601    | 2001년 8월 15일 | 샌디에이고 파드리스                 | 1993–2010                       | [ 14 ]        |
| 리 스미스             | 478    | 1991년 8월 25일 | 세인트루이스 카디널스               | 1980–1997                       | [ 15 ]        |
| 프란시스코 로드리게스 | 430    | 2013년 6월 22일 | 밀워키 브루어스                     | 2002–현재                       | [ 16 ] [ 17 ] |
| 존 프랑코             | 424    | 1996년 4월 29일 | 뉴욕 메츠                           | 1984–2005                       | [ 18 ]        |
| 빌리 와그너           | 422    | 2006년 7월 4일  | 뉴욕 메츠                           | 1995–2010                       | [ 19 ]        |
| 데니스 에커슬리       | 390    | 1995년 5월 24일 | 오클랜드 애슬레틱스                 | 1975–1998                       | [ 20 ]        |
| 조 네이선             | 377    | 2013년 4월 8일  | 텍사스 레인저스                     | 1999–2000, 2002–2009, 2011–현재 | [ 21 ] [ 22 ] |
| 조너선 파펠본         | 368    | 2014년 6월 10일 | 필라델피아 필리스                   | 2005–현재                       | [ 23 ]        |
| 제프 리어든           | 367    | 1991년 5월 20일 | 보스턴 레드삭스                     | 1979–1994                       | [ 24 ] [ 25 ] |
| 트로이 퍼시벌         | 358    | 2004년 7월 28일 | 애너하임 에인절스                   | 1995–2005, 2007–2009            | [ 26 ] [ 27 ] |
| 랜디 마이어스         | 347    | 1997년 7월 1일  | 볼티모어 오리올스                   | 1985–1998                       | [ 28 ] [ 29 ] |
| 롤리 핑거스           | 341    | 1982년 8월 21일 | 밀워키 브루어스                     | 1968–1985                       | [ 30 ]        |
| 존 웨틀랜드           | 330    | 2000년 5월 12일 | 텍사스 레인저스                     | 1989–2000                       | [ 31 ]        |
| 프란시스코 코데로     | 329    | 2011년 6월 1일  | 신시내티 레즈                       | 1999–2012                       | [ 2 ] [ 32 ]  |
| 로베르토 에르난데스   | 326    | 2002년 5월 25일 | 캔자스시티 로열스                   | 1991–2007                       | [ 33 ] [ 34 ] |
| 휴스턴 스트리트       | 324    | 2015년 7월 22일 | 로스앤젤레스 에인절스 오브 애너하임 | 2005–현재                       | [ 35 ]        |
| 호세 메사             | 321    | 2005년 4월 27일 | 피츠버그 파이리츠                   | 1987, 1990–2007                 | [ 36 ] [ 37 ] |
| 토드 존스             | 319    | 2007년 9월 16일 | 디트로이트 타이거스                 | 1993–2008                       | [ 38 ] [ 39 ] |
| 릭 아길레라           | 318    | 2000년 6월 2일  | 시카고 컵스                         | 1985–2000                       | [ 40 ] [ 41 ] |
| 롭 넨                 | 314    | 2002년 8월 6일  | 샌프란시스코 자이언츠               | 1993–2002                       | [ 3 ] [ 42 ]  |
| 톰 헹키               | 311    | 1995년 8월 18일 | 세인트루이스 카디널스               | 1982–1995                       | [ 43 ]        |
| 구스 고시지           | 310    | 1988년 8월 6일  | 시카고 컵스                         | 1972–1989, 1991–1994            | [ 44 ]        |
| 제프 몽고메리         | 304    | 1999년 8월 25일 | 캔자스시티 로열스                   | 1987–1999                       | [ 45 ]        |
| 더그 존스             | 303    | 1999년 9월 11일 | 오클랜드 애슬레틱스                 | 1982–2000                       | [ 46 ]        |
| 제이슨 이스링하우젠   | 300    | 2011년 8월 15일 | 뉴욕 메츠                           | 1995–2012                       | [ 47 ]        |
| 브루스 수터           | 300    | 1988년 9월 9일  | 애틀랜타 브레이브스                 | 1976–1986, 1988                 | [ 48 ]        |

## 같이 보기
- 300승 클럽
- 3000 탈삼진 클럽

## 참조
일반
- “All-Time Total Pitching Statistics”. 《MLB.com》. Major League Baseball. 2011년 8월 22일에 확인함.
- “Career Leaders & Records for Saves”. 《Baseball-Reference.com》. 2011년 8월 22일에 확인함.

세부
1. ↑  Waldstein, David (2011년 6월 8일). “For Mets, Collegiality Is Part of Closing”. 《The New York Times》. 2016년 12월 21일에 원본 문서에서 보존된 문서. 2011년 7월 11일에 확인함.
2. 1 2  Torres, Adry (2011년 6월 6일). “Bartolo Colon Goes Old School, Carlos Zambrano Sounds Off, and Francisco Cordero Joins 300 Club – Fox News Latino”. Latino.foxnews.com. 2016년 12월 21일에 원본 문서에서 보존된 문서. 2011년 7월 3일에 확인함.
3. 1 2  Harding, Thomas (2002년 10월 11일). “Giants lean on Nen to slam door | MLB.com: News”. Mlb.mlb.com. 2012년 11월 6일에 원본 문서에서 보존된 문서. 2011년 7월 3일에 확인함.
4. ↑  Holtzman, Jerome (1991년 12월 15일). “It's Historic: 300-save Club Gets Together”. 《Chicago Tribune》. 2012년 7월 7일에 원본 문서에서 보존된 문서. 2011년 7월 11일에 확인함.
5. ↑  Horneman, Tim (2010년 3월 23일). “Baseball Save Rules”. 《livestrong.com》. 2013년 1월 28일에 원본 문서에서 보존된 문서. 2011년 8월 31일에 확인함.
6. ↑  Weber, Bruce (2008년 7월 22일). “Jerome Holtzman, 82, 'Dean' of Sportswriters, Dies”. 《The New York Times》. 2012년 9월 4일에 원본 문서에서 보존된 문서. 2011년 5월 23일에 확인함.
7. ↑  Bloom, Barry (2008년 7월 21일). “Legendary historian Holtzman passes”. 《MLB.com》. Major League Baseball. 2011년 4월 29일에 원본 문서에서 보존된 문서. 2011년 5월 23일에 확인함.
8. ↑  “Hoyt Wilhelm Statistics and History”. 《Baseball-Reference.com》. 2011년 4월 27일에 원본 문서에서 보존된 문서. 2011년 5월 23일에 확인함.
9. ↑  “Goose Gossage joins exclusive club of relievers in baseball's Hall of Fame”. 《New York Daily News》. Associated Press. 2008년 7월 27일. 2011년 5월 23일에 확인함.[깨진 링크]
10. ↑  “Rules for Election”. National Baseball Hall of Fame. 2012년 7월 8일에 원본 문서에서 보존된 문서. 2011년 5월 23일에 확인함.
11. ↑  “Active Leaders & Records for Saves”. 《Baseball-Reference.com》. 2012년 9월 7일에 원본 문서에서 보존된 문서. 2015년 10월 29일에 확인함.
12. ↑  Gagliano, Anthony (2004년 5월 29일). “Rivera earns 300th career save”. MLB. 2007년 10월 24일에 원본 문서에서 보존된 문서. 2011년 7월 11일에 확인함.
13. ↑  “Mariano Rivera Statistics and History”. 《Baseball-Reference.com》. 2011년 6월 29일에 원본 문서에서 보존된 문서. 2011년 6월 18일에 확인함.
14. ↑  “Trevor Hoffman Statistics and History”. 《Baseball-Reference.com》. 2013년 6월 28일에 원본 문서에서 보존된 문서. 2011년 6월 18일에 확인함.
15. ↑  “Lee Smith Statistics and History”. 《Baseball-Reference.com》. 2014년 7월 20일에 원본 문서에서 보존된 문서. 2011년 6월 18일에 확인함.
16. ↑  “Francisco Rodríguez Statistics and History”. 《Baseball-Reference.com》. 2013년 6월 23일에 원본 문서에서 보존된 문서. 2013년 6월 23일에 확인함.
17. ↑  “Francisco Rodriguez closes out Brewers' win for 300th save”. 《ESPN.com》. Associated Press. 2013년 6월 22일. 2013년 6월 24일에 원본 문서에서 보존된 문서. 2013년 6월 22일에 확인함.
18. ↑  “John Franco Statistics and History”. 《Baseball-Reference.com》. 2012년 7월 29일에 원본 문서에서 보존된 문서. 2011년 6월 18일에 확인함.
19. ↑  “Billy Wagner Statistics and History”. 《Baseball-Reference.com》. 2012년 9월 6일에 원본 문서에서 보존된 문서. 2011년 6월 18일에 확인함.
20. ↑  “Dennis Eckersley Statistics and History”. 《Baseball-Reference.com》. 2012년 7월 23일에 원본 문서에서 보존된 문서. 2011년 6월 18일에 확인함.
21. ↑  “Joe Nathan Statistics and History”. 《Baseball-Reference.com》. 2016년 12월 21일에 원본 문서에서 보존된 문서. 2013년 4월 9일에 확인함.
22. ↑  Lacques, Gabe (2013년 4월 9일). “Ump's blown call enables Joe Nathan to notch 300th save”. 《USA Today Sports》. 2013년 6월 17일에 원본 문서에서 보존된 문서. 2013년 4월 9일에 확인함.
23. ↑  “Jonathan Papelbon Statistics and History”. 《Baseball-Reference.com》. 2016년 12월 21일에 원본 문서에서 보존된 문서. 2014년 6월 11일에 확인함.
24. ↑  “Jeff Reardon Statistics and History”. 《Baseball-Reference.com》. 2011년 6월 22일에 원본 문서에서 보존된 문서. 2011년 6월 18일에 확인함.
25. ↑  Montella, Paul (2011년 5월 19일). “This Date in Baseball – MLB – ESPN”. 《ESPN.com》. 2012년 7월 17일에 원본 문서에서 보존된 문서. 2011년 8월 22일에 확인함.
26. ↑  “Troy Percival Statistics and History”. 《Baseball-Reference.com》. 2013년 10월 14일에 원본 문서에서 보존된 문서. 2011년 6월 18일에 확인함.
27. ↑  “Percival gets 300th save against Texas | Amarillo.com | Amarillo Globe-News”. Amarillo.com. The Associated Press. 2004년 7월 29일. 2012년 7월 8일에 원본 문서에서 보존된 문서. 2011년 7월 3일에 확인함.
28. ↑  “Randy Myers Statistics and History”. 《Baseball-Reference.com》. 2012년 7월 21일에 원본 문서에서 보존된 문서. 2011년 6월 18일에 확인함.
29. ↑  Schmuck, Peter (1997년 7월 2일). “Myers, O's hit mark, 4–1 Closer gets 300th save – Baltimore Sun”. Articles.baltimoresun.com. 2012년 7월 1일에 원본 문서에서 보존된 문서. 2011년 7월 3일에 확인함.
30. ↑  “Rollie Fingers Statistics and History”. 《Baseball-Reference.com》. 2014년 7월 20일에 원본 문서에서 보존된 문서. 2011년 6월 18일에 확인함.
31. ↑  “John Wetteland Statistics and History”. 《Baseball-Reference.com》. 2013년 6월 25일에 원본 문서에서 보존된 문서. 2011년 6월 18일에 확인함.
32. ↑  “Francisco Cordero Statistics and History”. 《Baseball-Reference.com》. 2013년 8월 17일에 원본 문서에서 보존된 문서. 2011년 6월 19일에 확인함.
33. ↑  “Roberto Hernandez Statistics and History”. 《Baseball-Reference.com》. 2012년 7월 30일에 원본 문서에서 보존된 문서. 2011년 6월 18일에 확인함.
34. ↑  “Hernandez picks up 300th save in Royals' win”. 《Highbeam Research》. Knight Ridder/Tribune News Service. 2002년 5월 25일. 2012년 11월 6일에 원본 문서에서 보존된 문서. 2011년 8월 22일에 확인함.
35. ↑  “Huston Street Statistics and History”. 《Baseball-Reference.com》. 2016년 12월 21일에 원본 문서에서 보존된 문서. 2015년 7월 22일에 확인함.
36. ↑  “José Mesa Statistics and History”. 《Baseball-Reference.com》. 2011년 6월 29일에 원본 문서에서 보존된 문서. 2011년 6월 18일에 확인함.
37. ↑  “José Mesa named winner of the "DHL Presents the Major League Baseball Deliveryman of the Month Award" for April” (보도 자료). Major League Baseball. 2005년 5월 4일. 2016년 12월 21일에 원본 문서에서 보존된 문서. 2011년 8월 22일에 확인함.
38. ↑  “Todd Jones Statistics and History”. 《Baseball-Reference.com》. 2011년 6월 29일에 원본 문서에서 보존된 문서. 2011년 6월 18일에 확인함.
39. ↑  “AL Notes: Tigers' Jones notches 300th save | Baseball | Chron.com – Houston Chronicle”. Chron.com. 2007년 9월 18일. 2012년 7월 29일에 원본 문서에서 보존된 문서. 2011년 7월 3일에 확인함.
40. ↑  “Rick Aguilera Statistics and History”. 《Baseball-Reference.com》. 2012년 12월 8일에 원본 문서에서 보존된 문서. 2011년 6월 18일에 확인함.
41. ↑  “On This Date – Chicago Tribune”. Articles.chicagotribune.com. 2006년 6월 2일. 2012년 7월 8일에 원본 문서에서 보존된 문서. 2011년 7월 3일에 확인함.
42. ↑  “Robb Nen Statistics and History”. 《Baseball-Reference.com》. 2011년 5월 23일에 원본 문서에서 보존된 문서. 2011년 6월 18일에 확인함.
43. ↑  “Tom Henke Statistics and History”. 《Baseball-Reference.com》. 2014년 7월 20일에 원본 문서에서 보존된 문서. 2011년 6월 18일에 확인함.
44. ↑  “Goose Gossage Statistics and History”. 《Baseball-Reference.com》. 2011년 5월 23일에 원본 문서에서 보존된 문서. 2011년 6월 18일에 확인함.
45. ↑  “Jeff Montgomery Statistics and History”. 《Baseball-Reference.com》. 2012년 7월 19일에 원본 문서에서 보존된 문서. 2011년 6월 18일에 확인함.
46. ↑  “Doug Jones Statistics and History”. 《Baseball-Reference.com》. 2012년 7월 23일에 원본 문서에서 보존된 문서. 2011년 6월 18일에 확인함.
47. ↑  “Jason Isringhausen Statistics and History”. 《Baseball-Reference.com》. 2012년 7월 21일에 원본 문서에서 보존된 문서. 2011년 8월 16일에 확인함.
48. ↑  “Bruce Sutter Statistics and History”. 《Baseball-Reference.com》. 2012년 7월 18일에 원본 문서에서 보존된 문서. 2011년 6월 18일에 확인함.